# Situla (geslacht)
Situla is een geslacht uit de familie Octacnemidae en de orde Phlebobranchia uit de klasse der zakpijpen (Ascidiacea).

## Soorten
- Situla cuculli Monniot C. & Monniot F., 1991
- Situla galeata Monniot C. & Monniot F., 1991
- Situla lanosa Monniot C. & Monniot F., 1973
- Situla macdonaldi Monniot C. & Monniot F., 1977
- Situla multitentaculata Vinogradova, 1975
- Situla pelliculosa Vinogradova, 1969
- Situla rebainsi Vinogradova, 1975
- Situla rineharti Monniot C. & Monniot F., 1989